# Kirchenkreis Iserlohn
Der Kirchenkreis Iserlohn ist einer von 26 Kirchenkreisen innerhalb der Evangelischen Kirche von Westfalen mit Sitz in Iserlohn. Er ist derzeit in 23 Kirchengemeinden untergliedert, in denen (Stand: April 2023) rund 79.800 Gemeindeglieder leben.
Zu den besonderen Einrichtungen zählt das Burgarchiv Iserlohn (mit der Varnhagenschen Bibliothek).

## Lage
Sein Gebiet erstreckt sich über den Nordteil des Märkischen Kreises, die Stadt Schwerte im Kreis Unna und den Bezirk Hohenlimburg der Stadt Hagen. Er grenzt, von Westen aus im Uhrzeigersinn, an die Kirchenkreise Hagen, Dortmund, Unna, Soest-Arnsberg und Lüdenscheid-Plettenberg.

## Geschichte
In dem zur Grafschaft Mark gehörenden Gebiet des heutigen Kirchenkreises hatte sich die Reformation zwischen 1550 (Westhofen) und 1565 (Iserlohn) fast vollständig durchgesetzt. Die meisten Gemeinden blieben lutherisch, es entstanden im 17. Jahrhundert aber auch reformierte Gemeinden. In der Grafschaft Limburg wurde im 17. Jahrhundert das reformierte Bekenntnis eingeführt. Nach der Eingliederung in Brandenburg-Preußen konnten beide Kirchen ihre presbyterial-synodale Verfassung erhalten und festigen. Die lutherischen Gemeinden bildeten die Classe Iserlohn (mit Einschluss von Schwerte und der Grafschaft Limburg, wobei Altena mit Lüdenscheid und weiteren südlicher gelegenen Gemeinden bis 1797 eine eigene Classis bildete), während die reformierten Gemeinden von Westhofen und Schwerte zur Classe Ruhr, die von Altena und Iserlohn zur Classe Süderland gehörten.
Im Zuge der Neuordnung der preußischen Provinz Westfalen nach dem Wiener Kongress wurde 1818 als einer von 16 Kirchenkreisen auch der Kirchenkreis Iserlohn (nach damaligem Sprachgebrauch Diözese Iserlohn oder Synode Iserlohn) gegründet, in dem die lutherischen und reformierten Gemeinden vereinigt waren. Sein Gebiet entsprach dem 1817 gegründeten Kreis Iserlohn. Zu ihm gehörten auch die früher im Herzogtum Westfalen liegenden Orte Menden und Balve, in denen aber zunächst nur wenige Evangelische wohnten und keine evangelischen Gemeinden bestanden. Dafür gehörte die in preußischer Zeit neu gegründete Kirchengemeinde Arnsberg zuerst zum Kirchenkreis Iserlohn, bis sie sich dem Kirchenkreis Soest (heute Kirchenkreis Soest-Arnsberg) anschloss.

## Gemeinden und Kirchen
Die Gemeinden im Kirchenkreis sind:
- Balve
  - Evangelische Kirche Balve
- Berchum
  - Berchumer Kirche
- Dahle
  - Evangelisch-reformierte Kirche Dahle
- Deilinghofen
  - Stephanuskirche (Hemer)
- Elsey
  - Evangelische Kirche Elsey
- Ergste
  - St.-Johannis-Kirche (Ergste)
- Evingsen
  - Evangelische Kirche Evingsen
- Hemer
  - Ebbergkirche, Christuskirche (Hemer), Kreuzkirche (Hemer), Paul-Schneider-Haus, Bodelschwinghhaus
- Hennen
  - Johanneskirche (Hennen), Jakobuskirche (Kalthof)
- Hohenlimburg
  - Reformierte Kirche Hohenlimburg
- Ihmert/Bredenbruch
  - Ihmerter Kirche, Gemeindezentrum Bredenbruch
- Christus-Kirchengemeinde Iserlohn
  - Christuskirche (Iserlohn), Brunnenkirche (Lössel), Auferstehungskirche (Dahlsen)
- Erlöser-Kirchengemeinde Iserlohn
  - Erlöserkirche (Iserlohn)
- Johannes-Kirchengemeinde Iserlohn
  - Johanneskirche (Iserlohn)
- Maria-Magdalena-Kirchengemeinde Iserlohn
  - Kreuzkirche (Sümmern), Martin-Luther-King-Haus (Iserlohner Heide)
- Versöhnungs-Kirchengemeinde Iserlohn
  - Marienkirche (Iserlohn) (Oberste Stadtkirche), St.-Pankratius-Kirche (Iserlohn) (Bauernkirche), Evangelisch-reformierte Kirche Iserlohn,
- Lendringsen
  - Christuskirche (Lendringsen)
- Letmathe
  - Friedenskirche (Letmathe), Kreuzkapelle (Stübbeken)
- Menden
  - Heilig-Geist-Kirche (Menden), Erlöserkirche (Menden), Paul-Gerhardt-Haus (Menden)
- Oestrich-Dröschede
  - Evangelische Kirche Oestrich
- Schwerte
  - St.-Viktor-Kirche (Schwerte), Evangelische Kirche Villigst
- Evangelische Trinitatis Kirchengemeinde Mark (vereinigt aus Altena und Nachrodt-Wiblingwerde)
  - Lutherkirche (Altena), Kirche im Mühlendorf, Evangelische Kirche (Nachrodt), Evangelische Kirche Wiblingwerde
- Westhofen
  - Evangelische Kirche Westhofen

## Superintendenten
| von  | bis       | Name                       |
| ---- | --------- | -------------------------- |
| 1818 | 1821      | Johann Georg Florschütz    |
| 1821 | 1824      | Friedrich Wilhelm Wulfert  |
| 1824 | 1827      | August Ernst Rauschenbusch |
| 1827 | 1830      | Diederich Haver            |
| 1830 | 1833      | Wilhelm Hülsemann          |
| 1833 | 1841      | Wilhelm Grevel             |
| 1841 | 1846      | Wilhelm Hammerschmidt      |
| 1846 | 1848      | Friedrich Wulfert          |
| 1848 | 1873      | Ludwig Hülsmann            |
| 1874 | 1977      | Leopold Schütte            |
| 1877 | 1907      | Karl Pickert               |
| 1907 | 1913      | Wilhelm Pake               |
| 1913 | 1933      | Justus Winkelmann          |
| 1933 | 1946      | Gustav Niemeier            |
| 1948 | 1966      | Walter Ritz                |
| 1966 | 1992      | Ottbrecht Weichenhan       |
| 1992 | 2000      | Heinz-Dieter Quadbeck      |
| 2000 | 2010      | Albert Henz                |
| 2010 | 2024      | Martina Espelöer           |
| 2024 | amtierend | Oliver Günther             |